# 大野島
大野島（おおのしま）・大詫間（おおだくま）は福岡県大川市と佐賀県佐賀市にまたがる三角州。筑後川の最下流にある島。福岡県側と佐賀県側とで名称が異なる。島の北半分（福岡県域）を「大野島」と呼び、南半分（佐賀県域）を「大詫間」と呼ぶ。本項では島全体について記述する。

## 地理

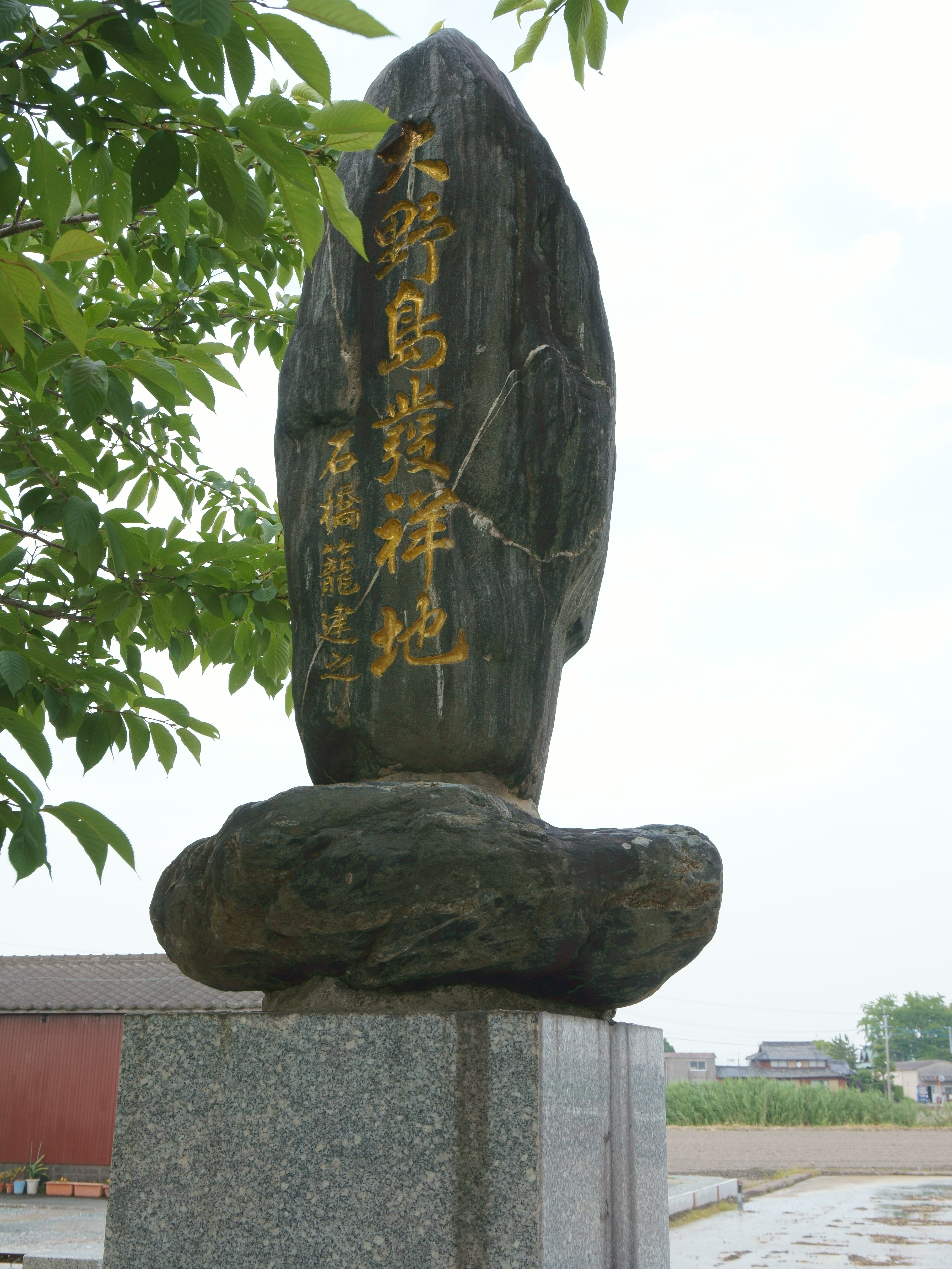
大野島開拓の碑

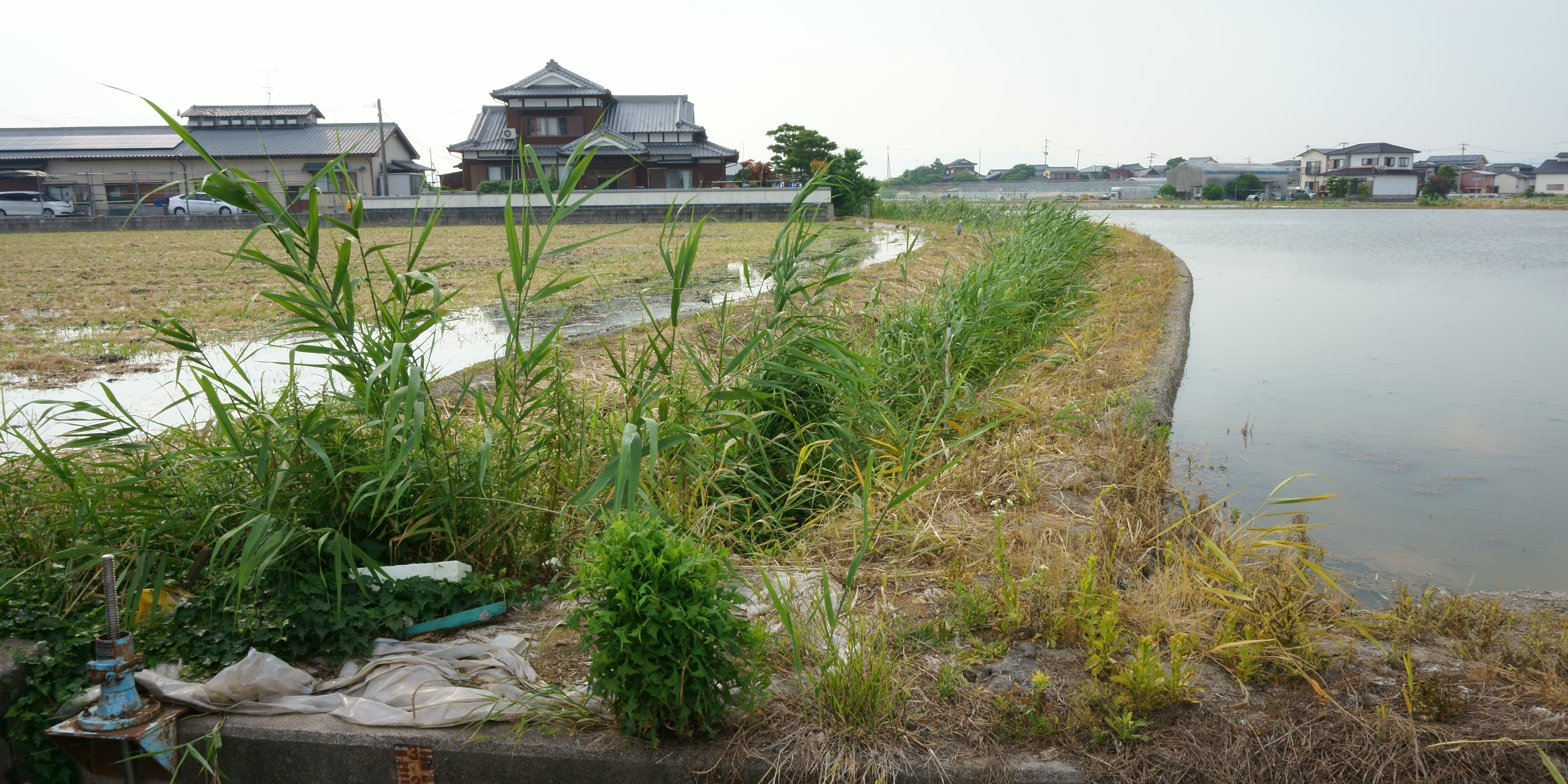
県境の水路「通り柴」

筑後川は大量の土砂を運搬し続けており、過去数百年の間にも流れを少しずつ変えてきている。16世紀ごろまでに、筑後川の河口には2つの三角州が出現した。北の三角州は「雄島」または「平尾島」（後の大野島）と呼ばれた。南の三角州は天正年間までは〔松枝沖〕とされ『慶長年間肥前国絵図』という地図にもなく、やがて「雌島」（後の大詫間／大詫間島）と名付けられ、開拓も始まった。しかし、河岸の柳川藩と佐賀藩は両島の領有を巡って対立し、最終的には柳川藩が大野島を領有・佐賀藩が大詫間島を領有することで決着した。これは正保の時代に松平伊豆守の調停によって決まったとされるが、他にもいくつかの説がある。
だが、当初あった2つの三角州の間にもさらに土砂の堆積が続き、2つの三角州は陸続きとなって1つの三角州になった。陸続きとなってからは再び領有が争われたようだが、筑後川の上流から御幣を流してそれが漂着した地点を境界にすることで決着したらしい。このとき決まった境界には「通り柴」という水路が開削された。廃藩置県の際には藩境がそのまま継承されて、現在は三角州の中央を北西から南東に斜めに県境が走り、北が福岡県、南が佐賀県となっている。
『郷土大野島村史』のあとがき（228頁)によれば、「更に島内も二国、二藩二県（日本全国の三千余の島々中唯一のもの）に分属していて（以下略）」としているが、実際には瀬戸内海の大槌島、石島（井島）、甲島など県境のある島はいくつかの例がある。
東側を筑後川、西側を支流の早津江川に囲まれている。筑後川に新田大橋、早津江川に早津江橋と川副大橋の3つの橋が架かっている（ただし川副大橋のみ厳密には佐賀県側の大詫間にある）。地形は全域で平坦。
福岡県の大野島は以下の地区で構成される。
- 大角（だいがく）
- 潟島（がたじま）
- 乾角（いねずみ）
- 外開（ほかびらき）
- 大上（おおがみ）
- 中上（なかがみ）
- 北中通（きたなかどおり）
- 南中通（みなみなかどおり）
- 五家（ごか）
- 中下（なかじも）
- 内開（うちびらき）
- 大下（おおじも）
- 長崎開（ながさきびらき）

大野島周辺の空中写真。2021年5月6日撮影の25枚を合成作成。。

また、佐賀県側の大詫間は以下の地域で構成される。ただし大詫間1区、2区、3区、4区北、4区南、5区、6区、7区、8区、9区、10区という11の行政区が制定されており、下記の地域名ではなく行政区名を用いることも多い。
- 上ノ小路
- 中ノ小路
- 下ノ小路
- 海路端（うちばた）
- 三軒家
- 二番搦（―からみ）

### 観光

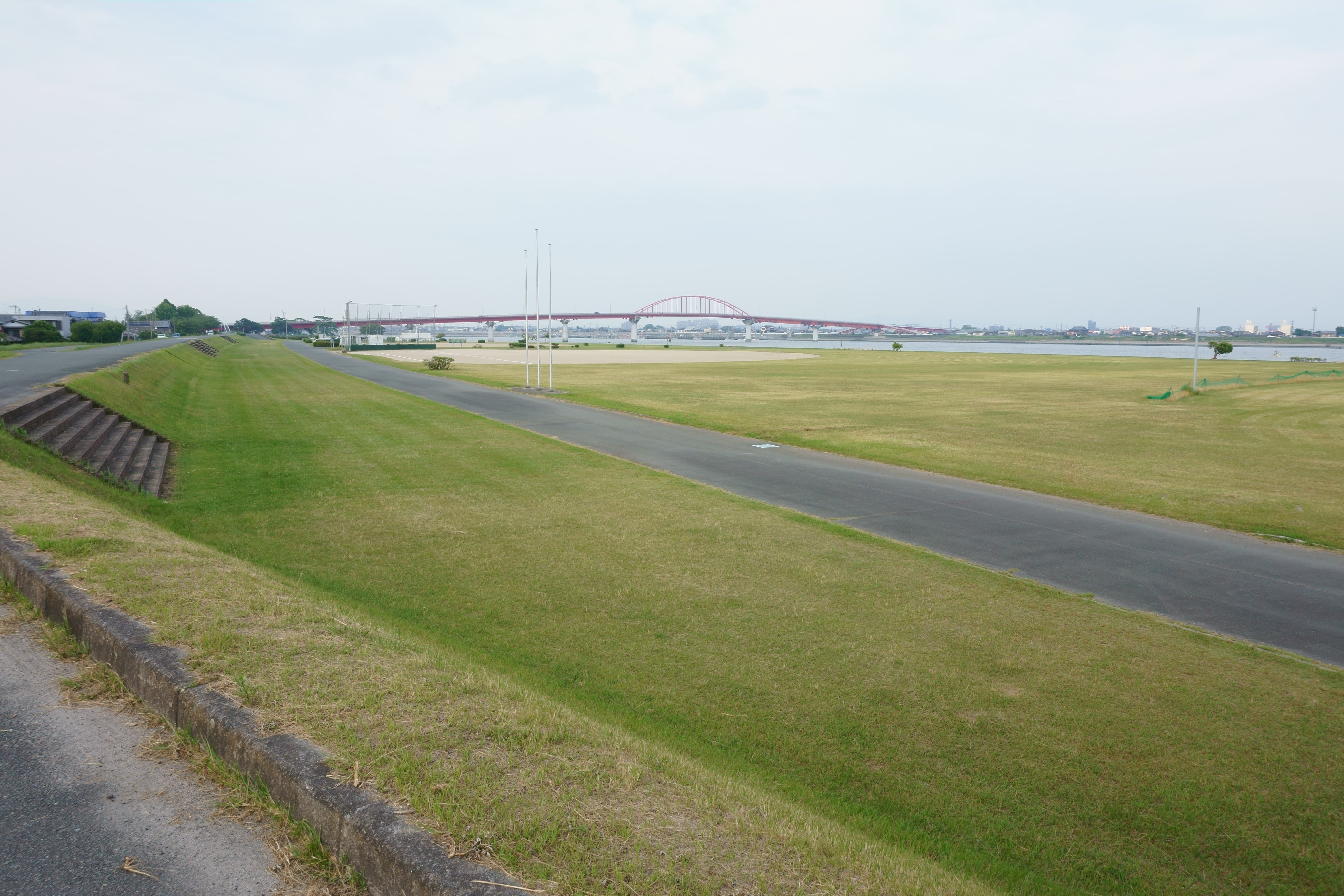
筑後川総合運動公園

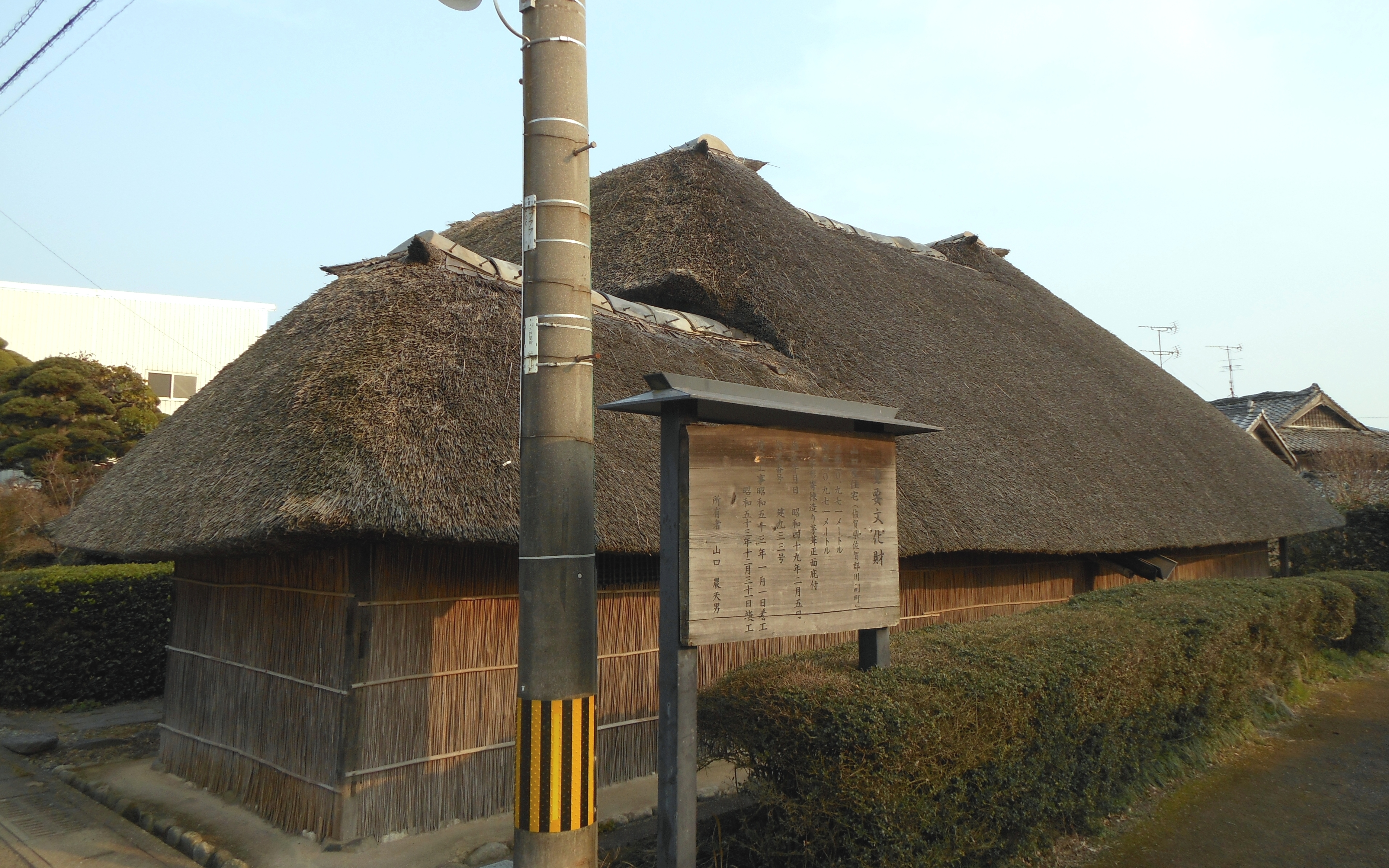
山口家住宅

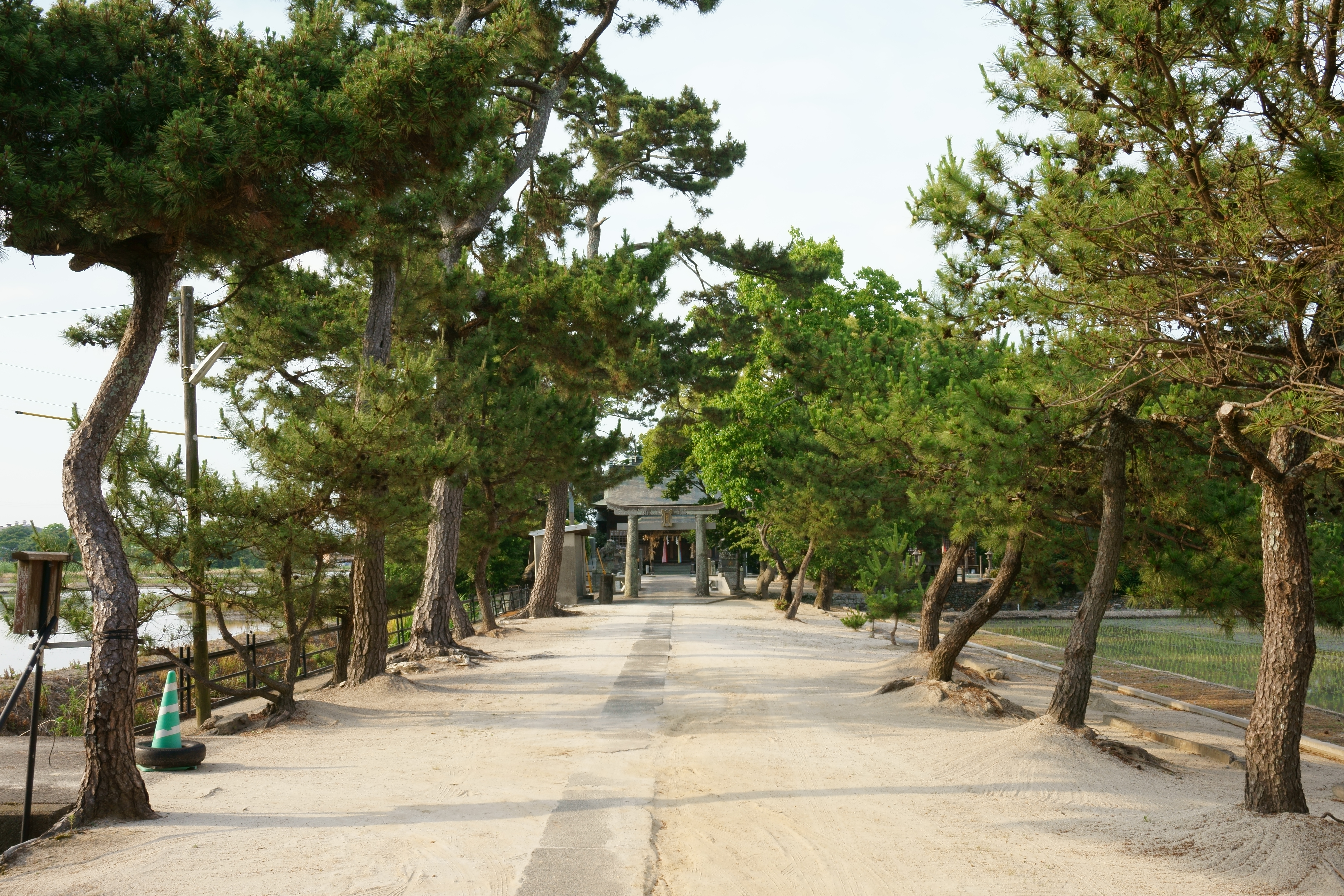
松枝神社

#### 福岡県側
- 津村三郎左衛門の開拓の碑
- 勝楽寺：辻仁成の小説のタイトルである「白仏」が安置されている。
- 厳島神社 (大上)：神社。
- 厳島神社 (潟島)：神社。
- 大角桟橋：『嫌われ松子の一生』に登場する桟橋。
- 筑後川総合運動公園：福岡県側の筑後川河畔の運動公園。散歩に適している。
- 新田大橋：北側に筑後川昇開橋が見られる他、筑紫平野を一望できる。また干潮時には導流堤を見ることができる。

#### 佐賀県側
- 山口家住宅（国の重要文化財[6]）：「じょうご造り」と呼ばれる構造を持つ葦ぶきの屋根の住宅。屋根の中央に集めた雨水を軒下に逃す仕組み。
- 松枝神社：佐賀藩主が大詫間の領有を主張するため大野島の砂州に八大竜王の神石を置いた土地に祠を建立し[1]、のちにそれを移設してもうけた神社。秋祭りでは、佐賀市の重要無形民俗文化財「松枝神社奉納浮立[7]」（1981年指定）である民俗芸能の天衝舞浮立（てんつくまい ぶりゅう）が奉納される。

## 歴史
大野島の歴史は、開拓以来約400年である。開拓当初は平尾島と呼ばれていたらしい。
- 1286年（弘安9年）元寇の論功行賞により白石六郎通武は豊前国の佐野次郎丸名を受ける[8]
- 1593年- 1596年 （文禄年間）- 湿地の北部に筑後の農民が芦を植え、新田開発の準備をする[9]
- 1601年（慶長6年） - 津村三郎左衛門[9]、同士7人とともに開拓開始。7人とは後の古賀（渡辺に継承）、今村、中村、長尾、永島、堤、武下、吉川各氏の祖先。佐賀藩領大詫間は、藩主鍋島氏の親戚鍋島茂賢（深堀茂賢/石井茂賢）の知行地となる
- 1614年（慶長19年） - 厳島神社（大上）創建
- 1615年（元和元年） - 平尾島を大野島と改称。大野島の名の起源。
- 1633年（寛永10年） - 40年前の準備が実り（ 釜蓋島＝大野島に）新田を開く。南の島は肥前の農民が埋め立てる[9]
- 1644年（正保元年）- 大詫間の島を初めて干拓した者は白山の武富太郎兵衛（武屋）といい、藩庁の許可で埋め立てた50町歩のうち、正税として25町歩を藩庁に、13町歩を国老深掘氏の采地としてそれぞれ献上した。残り12町歩を私有地とし、妻の父下村利由の采地にいた農民をここに移し開墾させた。領有について佐賀藩と柳川の立花藩が永く争っていたが、この年、大詫間は佐賀領に決定。
- 1682年（天和元年）-  大詫間の領主深堀鍋島家により、正傳寺が建立される。
- 1691年（元禄4年） - 厳島神社（潟島）創建
- 1716年（享保元年） - 北大野島村、南大野島村が独立し、庄屋が置かれる。（それまでは一ツ木村の枝村扱い）
- 1755年（宝暦5年） - 勝楽寺創建
- 1812年（文化9年）10月17日-18日 - 伊能忠敬が大野島を測量
- 1872年（明治5年） - 江南小学校設立
- 1876年（明治9年） - 南北大野島村が合併し、大野島村が誕生
- 1885年（明治18年） - 大野島小学校が設立（五家）
- 1889年（明治22年）4月1日 - 町村制施行により、福岡県三潴郡大野島村、佐賀県佐賀郡大詫間村が成立
- 1896年（明治29年） - 大野島小学校が現在位置（潟島）に新築
- 1901年（明治34年） - 大角渡船場に桟橋築造
- 1951年（昭和26年）6月18日 - 早津江橋が開通し、大野島が本土と陸続きになった
- 1953年（昭和28年）4月 - 大野島中学校開校。後、大川南中学校に統合され、廃校。
- 1954年（昭和29年）4月1日 - 大野島村が三潴郡大川町・川口村・田口村・木室村・三又村と対等合併し、大川市が発足。大野島村の区域は大川市大字大野島となる。
- 1955年（昭和30年）4月1日 - 大詫間村が佐賀郡南川副町・中川副村と合併し、川副町が発足
- 1959年（昭和34年）3月31日 - 大詫間中学校が廃校
- 1973年（昭和48年）4月25日 - 新田大橋が開通
- 1974年（昭和49年）2月5日 - 大詫間の「山口家住宅」が国の重要文化財に指定される
- 1983年（昭和58年）12月10日 - 川副大橋が開通し、大詫間地区への上水道送水を開始
- 1996年（平成8年）3月28日 - 山口家住宅公園が落成
- 2007年（平成19年）10月1日 - 川副町が佐賀市に編入される。大詫間の区域は佐賀市川副町大詫間となった。

## 産業
農業
春から秋は島全域に広がる水田で米が栽培され、イチゴなどの生産が盛ん。
水産業
『有明海苔』の産地の一つであり、海苔の養殖が盛ん

## 教育

### 福岡県側

#### 保育園
私立
- かささぎ保育園

#### 幼稚園
市立
- 大川市立大野島幼稚園(休園)

#### 小学校
市立
- 大川市立大野島小学校

#### 中学校
市立
島内に中学校はない。大川市の中学校学区は市立大川桐英中学校。

### 佐賀県側

#### 幼稚園
- 大詫間幼稚園(廃園)

#### 小学校
市立
- 佐賀市立大詫間小学校[11]

#### 中学校
島内に中学校はない。佐賀市の中学校学区は市立川副中学校。

## 交通
最寄り空港は福岡空港または佐賀空港。
佐賀空港からは、タクシーで10〜15分。約2500円。

### 道路
- 福岡県道・佐賀県道18号大牟田川副線

島の北部を横切っている。早津江橋と新田大橋はこの路線の橋。
- 佐賀県道・福岡県道140号大詫間大川線

島を縦貫している。
- 佐賀県道285号大詫間光法停車場線

大詫間から佐賀県側に架かる川副大橋はこの路線の橋。

#### 地域高規格道路
- 有明海沿岸道路
  - 大野島IC

### 路線バス
大野島方面
西鉄バス久留米により以下の2路線が、それぞれ1時間に1本程度運行されている。
- 大野島 - 西鉄八丁牟田駅 - JR羽犬塚駅
- 早津江 - 大野島 - 北間 - 沖端 - 西鉄柳川駅

これらのバスを使って駅から行く場合は、以下の3通りの行き方がある。
- 西鉄天神大牟田線西鉄柳川駅から西鉄バス早津江行きで、大野島小学校前、大野島農協前、外開下車（27分390円）。
- 西鉄天神大牟田線八丁牟田駅から西鉄バス大野島農協行きで大野島小学校前、大野島農協前下車（41分540円）
- JR鹿児島本線羽犬塚駅から西鉄バス大野島農協行きで大野島小学校前、大野島農協前下車（24分390円）

大詫間方面
佐賀市営バス
- 大詫間 - 犬井道 - 片田江 - 県庁前 - 唐人町 - 佐賀駅バスセンター

#### 廃止路線
佐賀市営バスによって、早津江橋経由で以下の路線が運行されていたが、20年以上前に廃止された。
- 大詫間 - 大野島 - 早津江 - 佐賀駅バスセンター

## 公共施設
- 大詫間公民館[12]
- 郵便局

## 大野島を舞台とする作品

### 小説
- 辻仁成『白仏』文藝春秋、のちに文春文庫収載。
- 山田宗樹『嫌われ松子の一生』、幻冬舎、2003年、のちに幻冬舎文庫に収載。

### 映像作品
- 映画『嫌われ松子の一生』、2006年、東宝（配給）[13]。主演中谷美紀、監督・脚本：中島哲也
- テレビドラマ『嫌われ松子の一生』、2006年、TBS。主演内山理名

### コミック
- 山田宗樹（原作）、空知周太郎（作画）『嫌われ松子の一生 : 幻冬舎文庫「嫌われ松子の一生」より』〈幻冬舎コミックス〉、2006年。

### 大野島の歴史を書いた本
脚注の典拠、主な執筆者、編纂者順。
- 武下一郎「大詫間村年表」『郷土大野島村史 : 大川市大字大野島』 村史出版大野島校区後援会、1976年、p.219-226。doi:10.11501/9769512、国立国会図書館内/図書館送信。
- 『地理的環境・原始・古代・中世編』佐賀市史編さん委員会（編）、佐賀市〈佐賀市史第1巻〉、1977年。国立国会図書館／インターネット公開、図書館送信対象外、遠隔複写利用不可[14]。

## 関連資料
本文の典拠ではない資料。発行年順。
- 佐賀県（編纂）〈佐賀県史〉
  - 『第1巻 (地理的環境・原始・古代・中世編)』、1977年。
  - 『第2巻 (近世編)』、1977年。
  - 『第3巻 (近代編 明治期)』、1978年。
  - 『第4巻 (近代編 大正・昭和前期』、1979年。
  - 『第5巻 (現代編)』、1981年。